# Telavi Wine Cellar

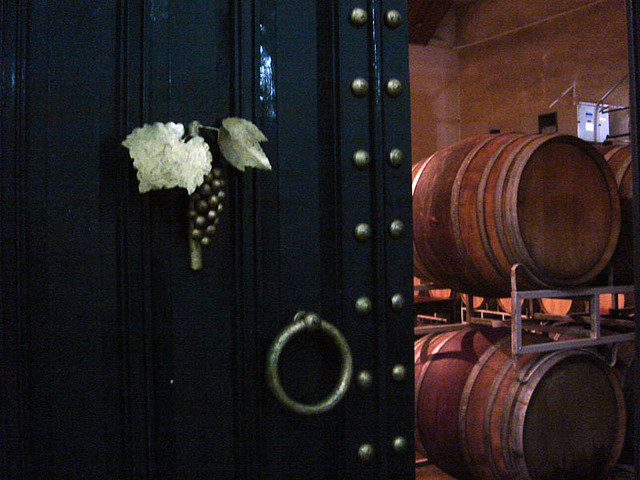
Ein Weinlager in Telawi

Telavi Wine Cellar (georgisch თელავის ღვინის მარანი) ist ein privatisiertes Weingut mit Weinkellerei in Georgien.
Der Betrieb nimmt eine Vorreiterstelle hinsichtlich Qualitätssteigerung der Weingüter im Georgien ein. Die 1915 gegründete Kellerei wurde 1999 privatisiert. Man besitzt 450 ha eigene Weinberge, davon stehen 200 ha im Ertrag (Stand: 2005). Zusätzlich werden jährlich rund 2.000 Tonnen Trauben hinzugekauft. Inmitten der Rebflächen des Betriebs soll eine Halle für den Maschinenpark entstehen.

## Rebsortenspiegel
Neben den typischen regionalen Sorten, wie Rkatsiteli oder Saperavi, baut Telavi auch internationale Sorten wie Cabernet Sauvignon, Merlot oder Chardonnay aus.

## Ertragsbegrenzung
Zu Sowjetzeiten lag der Ertrag der Weinberge des Weinguts bei etwa 10 Tonnen pro Hektar. Heute werden maximal 7 Tonnen angestrebt. Nicht mehr alles was die Bauern anliefern kann kritiklos ausgebaut und abgefüllt werden. Doch es ist langwierig, die Weinbauern als Lieferanten von der Umstellung auf geringere Erntemengen zu überzeugen. Hier wird noch zu viel an Masse statt Klasse gedacht. Die Reduzierung des Ertrags allein bringt nicht die gewünschte Endqualität. Die Lieferanten müssen auch lernen die physiologische Reife zu berücksichtigen. Die Devise: Wer zuerst kommt, kauft zuerst, ist in Georgien noch immer verbreitet. Dies hat zur Folge, dass die begehrten Rotweinsorten zuerst abgeerntet werden, ohne dass sie sich richtig färben und die weniger gefragten Weißweinsorten dagegen bis zum Schluss hängen bleiben.
Das Ergebnis sind gerbstofflastige, unreife Rotweine und säurearme, überreife Weißweine. Hieraus kann selbst der beste Önologe keine Spitzenweine mehr erzeugen. Telavi will sich daher aus der Abhängigkeit anliefernder Weinbauern befreien und das zu verarbeitende Traubengut ausschließlich in eigenen Anlagen selbst erzeugen.
Ein weiterer Vorteil ist hierbei die ganzjährige Kontrolle der Weinbergsflächen. Die flachen Lagen und langen Rebzeilen (etwa 100 m) bieten insgesamt beste Voraussetzungen für einen Maschineneinsatz. Aufgrund des niedrigen Lohnniveaus ist Handarbeit im Allgemeinen jedoch billiger. Pro Hektar wird mit etwa einer Arbeitskraft gerechnet.

## Önologische Methoden
Man verfügt über temperaturkontrollierte Weintanks, auch wenn diese nur mit Bauschaum als Isolationsmaterial gedämmt sind. Die besten Produkte werden rebsortenrein auf die Flasche gezogen, aber auch Cuvees aus heimischen und internationalen Sorten erreichen die Ansprüche westlicher Konsumenten.
Als Rarität konnte 2005 erstmals ein selbst ausgebauter Eiswein vorgestellt werden, der bei −11 °C gelesen wurde.

## Eigene Rebschule
Seit 2005 werden Rieslingreben veredelt. Die Edelreiser hierzu kommen aus Deutschland. Die Amerikanerunterlagen SO4 und 5BB stammen aus betriebseigenen Muttergärten (12 ha). Insgesamt veredelt der Betrieb pro Jahr ca. 1,5 Mio. Reben. Die Anwuchsrate liegt bei etwa 50 %.

## Randaktivitäten
Ein Projekt, das David Maisuradze demnächst in die Tat umsetzen will, ist die Gründung eines Betriebs, um Tanks vor Ort zusammenzubauen, so dass nur noch der Stahl und nicht die montierten Fässer ins Land transportiert werden müssen. Auch alle anderen Hilfsstoffe und Maschinen müssen, größtenteils aus Italien, teilweise auch aus Deutschland, eingeführt werden. Zwar gibt es in Georgien eine Glasfabrik, die Qualität ist jedoch noch nicht befriedigend.

## Marktposition
Heute werden Telavi Weine unter anderem nach Deutschland vertrieben.